# Гигант из Сан-Диего

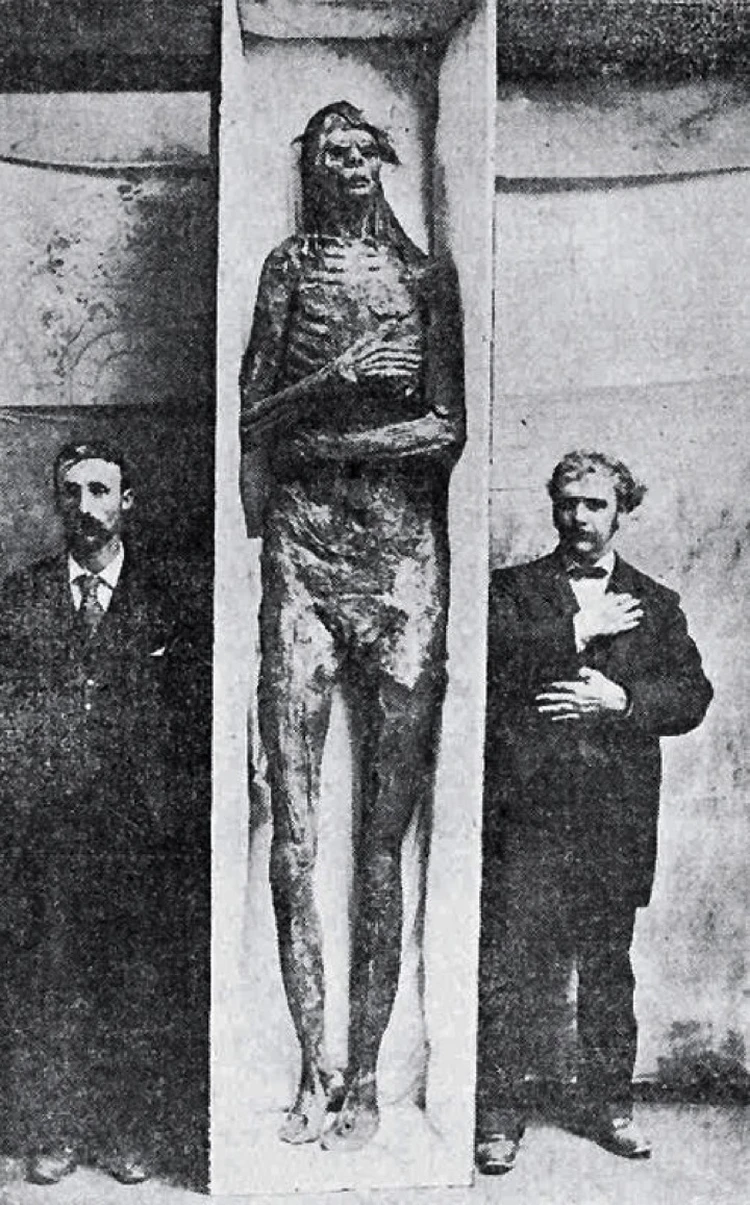
Мумия «Гиганта из Сан-Диего» и изучавшие её учёные: Макги и Лукас.

Гигант из Сан-Диего, америндский великан — поддельная мумия (фальсификация), представленная в 1895 году как найденная в одной из пещер в окрестностях Сан-Диего и ставшая основой для конспирологических слухов, которые муссируются более 100 лет.

## История находки
6 октября 1895 года калифорнийская газета «Мир» (англ. The World) напечатала заметку «Biggest Giant Ever Known — Nine Feet High and Probably a Prehistoric California Indian», сообщавшую о находе хорошо сохранившейся мумии индейца чрезвычайно высокого роста (более 274 сантиметров), которую обнаружила команда изыскателей в одной из пещер вблизи города Сан-Диего.
Находка получила название «Гигант из Сан-Диего» (англ. The San Diego Giant).

## Первое исследование и шумиха
«Гигант из Сан-Диего» был разрекламирован в газетах, экспонат демонстрировали публике за деньги в разных городах США. Журналисты в своих публикациях утверждали, что мумию обследовал и подтвердил её подлинность куратор отдела доисторической антропологии Смитсоновского института профессор Томас Уилсон (англ. Prof. Thomas Wilson, Curator of the Department of Prehistoric Anthropology in the Smithsonian Institution). Известности мумии способствовали ходившие среди индейцев рассказы о племени гигантов, населявших Америку в древности.
При первом осмотре ученые предположили, что возраст мумии больше 250 лет и что этот высокий индеец дожил до глубокой старости.

## Разоблачение подделки
7 июня 1908 года газета The Salt Lake tribune на 17 странице опубликовала статью, в которой сообщила о том, что мумию выкупил Смитсоновский институт за 500 долларов (в пересчёта на курс 2018 года это около $15000) и учёные приступили к её изучению. Экспонат обследовали один из руководителей о Бюро этнологии США профессор Макги (англ. W. J. McGee) и сравнительный анатом из Смитсоновского университета профессор Лукас, а также другие специалисты.
При тщательном обследование выяснилось, что мумия эта поддельная: «мумифицированная кожа» была сделана из желатина, а «волосы» — из джута и других волокон. Скелет «мумии» был собран из человеческих костей, но не древних, а относительно свежих, и таксидермист расположил их анатомически невозможным образом — раздвинул их в суставах так, чтобы тело выглядело высоким. Фальсификацию удостоверил проводивший экспертизу Макги.

## Конспирология
Вплоть до XXI века конспирологи считают, что мумия была настоящей, а учёные якобы купили её только чтобы уничтожить наряду с другими находками, которые по мнению конспирологов портят научную картину мира. Конспирологи приравнивают учёных Смитсоновского института к вандалам, конспирологические версии гласят, что учёные якобы уничтожают все свидетельства, противоречащие официальной картине мира.
В 2014—2015 годах в СМИ появились сообщения о судебном процессе, инициированном «американским институтом альтернативной археологии» (англ. American Institution of Alternative Archeology, AIAA), там же утверждалось, что по решению суда Смитсоновский институт обязан опубликовать в 2015 году засекреченные ранее документы и признать уничтожение доставшихся институту гигантских скелетов его сотрудниками.
Вскоре после распространения в СМИ новости о судебном решении фактчекеры выяснили, что её источником является публикация, сделанная 3 декабря 2014 года на сайте World News Daily Report, специализирующемся на правдоподобных мистификациях, и на шутки которого журналисты ранее уже попадались. Помимо прочего, в разоблачении мистификации было указано, что «Американский институт альтернативной археологии» полностью выдуман, а аббревиатура AIAA относится к уважаемому Американскому институту аэронавтики и астронавтики (American Institute of Aeronautics and Astronautics).